# Vera Wigforss
Vera Stina Margareta Wigforss, född Sterner 21 augusti 1904, död 5 mars 1986, var en svensk lärare och läroboksförfattare.
Vera Wigfors avlade folkskollärarexamen 1926. I likhet med sin make Frits Wigforss var hon verksam som lärare vid Rostads folkskoleseminarium och involverades så småningom i makens pedagogiska utvecklingsarbete. Hon skapade även ett eget projekt om  läroanstalten Rostads historia och gav 1960 ut en biografi över grundaren av flickskolan vid Rostad, Cecilia Fryxell.
Vera Wigforss var medförfattare till Nu ska vi läsa och Nu läser vi, som är bland de mest använda läseböckerna för undervisning i svenska för de första skolåren.